# Torben Sekov
Torben Sekov (født 31. oktober 1946 i København) er en dansk skuespiller, lydbogsindlæser og tegnefilmsdubber.

## Karriere
Sekov blev uddannet ved Odense Teater som elev af William Kisum i 1972. Samme år debuterede han på Aalborg Teater. Han har siden optrådt ved adskillige teatre landet over.
Han har dubbet adskillige tegnefilm bl.a. Justice League, Digimon, Pinky og Brain, Mumitroldene, Spiderman, Junglepatruljen, Pokémon, Totally Spies, Beyblade og SvampeBob Firkant, Teletubbies. Han har også være speaker på flere tv-programmer f.eks. Airport og instrueret Frederikssund Vikingespil.
Han har derudover indtalt mere end 600 lydbøger, her i blandt Hobbitten og Ringenes Herre del 1-3, Stieg Larssons Millenium-trilogi samt størstedelen af forfatteren Dennis Jürgensens bøger.
I 2009 lagde han stemme til Klaras far, som vi kun hørte igennem mobilen, i 2900 Happiness. Endvidere har han lagt stemme til speakeren i spillene Plankton  samt LEGO Rock Raiders

## Lydbøger
- Silmarillion - J.R.R. Tolkien
- Hobbitten - J.R.R. Tolkien
- Ringenes Herre 1 - Eventyret Om Ringen - J.R.R. Tolkien
- Ringenes Herre 2 - De To Tårne - J.R.R. Tolkien
- Ringenes Herre 3 - Kongen Vender Tilbage - J.R.R. Tolkien
- Amuletten fra Samarkand – Jonathan Stroud
- Golems Øje – Jonathan Stroud
- Ptolemæusporten – Jonathan Stroud
- Blekingegadebanden 1 – Peter Øvig Knudsen
- Sagen om de Japanske Dræbergardiner – Dennis Jürgensen
- Sagen om Det Blodige Vampyrtrick – Dennis Jürgensen
- Sagen om Ugledrengens Afklippede Klo – Dennis Jürgensen
- Sagen om Det Galoperende Maleri – Dennis Jürgensen
- Sagen om Den Brændende Klovn – Dennis Jürgensen
- Knusum Kranikum – Dennis Jürgensen
- Vampyrtroldene – Dennis Jürgensen
- Æzurhvin Slår Til – Dennis Jürgensen
- Heksen Ansigt – Dennis Jürgensen
- Lusingandos Fælde – Dennis Jürgensen
- Kadavermarch – Dennis Jürgensen
- Kadaverjagt – Dennis Jürgensen
- Dystopia – Dennis Jürgensen
- Jeg – en Nørd – Dennis Jürgensen
- Grønne Øjne – Dennis Jürgensen
- Benny og Brian Møder Den Sorte Julemand – Dennis Jürgensen
- Evighedens Port – Dennis Jürgensen
- Mandators Kappe – Dennis Jürgensen
- Ondskabens Dimension – Dennis Jürgensen
- Den Gyldne By – Dennis Jürgensen
- Relief, bind 1 – Dennis Jürgensen
- Relief, bind 2 – Dennis Jürgensen
- Relief, bind 3 – Dennis Jürgensen
- Relief, bind 4 – Dennis Jürgensen
- Bogtyven – Markus Zusak
- Den Døende Dandy – Mari Jungstedt
- Den Inderste Kreds – Mari Jungstedt
- I Denne Stille Nat – Mari Jungstedt
- Den Menneskelige Faktor – Rasmus Dahlberg
- På Den Yderste Ø – Josefine Ottesen
- Bag Borgens Mure – Josefine Ottesen
- Over Åbent Vand – Josefine Ottesen
- Månen over Bella Bio – Bjarne Reuter
- No Regrets – Stig Tøfting
- Tro på Dig Selv – Ulrik Wilbek
- Ulykkesfuglen – Camilla Läckberg
- Tyskerungen – Camilla Läckberg
- Mænd Der Hader Kvinder – Stieg Larsson
- Pigen Der Legede Med Ilden – Stieg Larsson
- Luftkastellet Der Blev Sprængt – Stieg Larsson
- Genspejl – Claus M. Lohman
- Håndbog for vakse galakseblaffere - Douglas Adams
- Ready Player One - Ernest Cline
- "Genelsket" - Lars Bjerregaard Jessen

## Tegnefilm
- Aladdin & De Fyrretyve Røvere - Kassim (Aladdins Far)
- Alice i Eventyrland - Kålormen
- Aristocats - Napoleon
- Bambi 2 - Skovens Konge
- Boog & Elliot - vilde venner - Van Granberg / McSquizzy
- Digimon - Devimon, Ogremon, Piedmon, Davis, Diverse roller
- Justice League - Grønne Lygte
- Mumitroldene - Mumrikken/Speaker
- Marvel's Avengers Assemble - Red Skull, Dracula
- Pokémon - Fortælleren, Dexter & Professor Oak[2]
- Pinky and the Brain - Brain
- Spider-Man: The Animated Series - Keglekongen, J. Jonah Jameson, Dormammu, Diverse roller
- SvampeBob Firkant - Plankton
- Teletubbies – Fortælleren
- Robotboy - Professor Moshimo
- Totally Spies - Jerry
- Ultimate Spider-Man - Dracula